# Parapagurus pilosimanus
Parapagurus pilosimanus is een tienpotigensoort uit de familie van de Parapaguridae. De wetenschappelijke naam van de soort is voor het eerst geldig gepubliceerd in 1879 door Smith.